# Episodi di Batman - Cavaliere della notte
Batman - Cavaliere della notte è una serie TV animata costituita da 24 episodi andata originariamente in onda su Kids' WB dal 13 settembre 1997 al 16 gennaio 1999.
| n° | Titolo originale           | Titolo italiano                    | Prima TV USA      |
| -- | -------------------------- | ---------------------------------- | ----------------- |
| 1  | Holiday Knights            | Un Natale molto movimentato        | 13 settembre 1997 |
| 2  | Sins of the Father         | Un nuovo ragazzo meraviglia        | 20 settembre 1997 |
| 3  | Cold Comfort               | Il grande freddo                   | 11 ottobre 1997   |
| 4  | Never Fear                 | Il grande coraggio di Tim          | 1º novembre 1997  |
| 5  | You Scratch My Back        | Lo smeraldo del gatto              | 15 novembre 1997  |
| 6  | Double Talk                | Il ritorno del Ventriloquo         | 22 novembre 1997  |
| 7  | Joker's Millions           | L'eredità                          | 21 febbraio 1998  |
| 8  | Growing Pains              | La bambina d'argilla               | 28 febbraio 1998  |
| 9  | Mean Seasons               | Giorno dopo giorno                 | 25 aprile 1998    |
| 10 | The Demon Within           | Un ectoplasma della tavola rotonda | 9 maggio 1998     |
| 11 | Over the Edge              | Il piano dello Spauracchio         | 23 maggio 1998    |
| 12 | Torch Song                 | Cotta pericolosa                   | 13 giugno 1998    |
| 13 | Love is a Croc             | Una piccola grande amica           | 11 luglio 1998    |
| 14 | The Ultimate Thrill        | Il pericolo è la mia vita          | 14 settembre 1998 |
| 15 | Critters                   | Strane creature                    | 19 settembre 1998 |
| 16 | Cult of the Cat            | L'organizzazione segreta           | 18 settembre 1998 |
| 17 | Animal Act                 | Gli animali del circo              | 26 settembre 1998 |
| 18 | Old Wounds                 | Finalmente la verità               | 3 ottobre 1998    |
| 19 | Legends of the Dark Knight | Leggende                           | 10 ottobre 1998   |
| 20 | Girls' Night Out           | Tre ragazze terribili              | 17 ottobre 1998   |
| 21 | Chemistry                  | Chi sei in realtà?                 | 24 ottobre 1998   |
| 22 | Judgment Day               | Il giudice                         | 31 ottobre 1998   |
| 23 | Beware the Creeper         | La storia si ripete                | 7 novembre 1998   |
| 24 | Mad Love                   | Un grande amore                    | 16 gennaio 1999   |

## Un Natale molto movimentato
- Titolo originale: Holiday Knights
- Diretto da: Dan Riba
- Scritto da: Paul Dini

Edera velenosa e Harley Quinn rapiscono Bruce Wayne per utilizzare le sue carte di credito e fare shopping natalizio. Mentre cerca un regalo per suo padre, Barbara Gordon si scontra con l'Uomo d'Argilla. Batman e il nuovo Robin devono fermare il Joker durante le celebrazioni del nuovo anno a Gotham City.

## Un nuovo ragazzo meraviglia
- Titolo originale: Sins of the Father
- Diretto da: Dan Riba
- Scritto da: Paul Dini

Sono trascorsi alcuni anni dalla fine della serie precedente e Batman continua la sua caccia ai criminali di Gotham City assistito da Batgirl (ora entrambi conoscono le rispettive identità segrete di Bruce Wayne e Barbara Gordon), ma Dick Grayson è scomparso. Il Giovane Tim Drake assume però l'identità di Robin quando finisce coinvolto in uno dei piani criminosi di Due Facce.

## Il grande freddo
- Titolo originale: Cold Comfort
- Diretto da: Dan Riba
- Scritto da: Hilary J. Bader

Il corpo di Mr. Freeze si è disgregato a causa dell'esperimento che lo ha reso un mostro di ghiaccio ed ora ne è rimasto solo il cervello. Nonostante sua moglie Nora si sia ripresa, egli ha deciso di non rivederla mai più e vuole vendicarsi di tutta l'umanità per far patire a tutti la sua stessa sofferenza.

## Il grande coraggio di Tim
- Titolo originale: Never Fear
- Diretto da: Kenji Hachizaki
- Scritto da: Stan Berkowitz

Lo Spauracchio sviluppa una nuova tossina che, anziché indurre paura, la elimina completamente dalla personalità degli individui, facendo così diventare le persone incredibilmente sconsiderate e pericolose. Anche Batman viene colpito dalla tossina, e Robin dovrà dimostrare un grande coraggio per salvare il suo mentore.

## Lo smeraldo del gatto
- Titolo originale: You Scratch My Back
- Diretto da: Butch Lukic
- Scritto da: Hilary J. Bader

Dick Grayson ha indossato i panni di Nightwing, decidendo di staccarsi da Batman e affermando così la sua volontà nel cavarsela da solo. Per fermare un contrabbando, Nightwing ottiene l'aiuto inaspettato della seducente Catwoman, che tenta però di ingannarlo per poter recuperare il prezioso Smeraldo del Gatto. Batman e Batgirl vigilano sull'inaspettata coppia.

## Il ritorno del Ventriloquo
- Titolo originale: Double Talk
- Diretto da: Curt Geda
- Scritto da: Robert Goodman

Arnold Wesker viene dimesso dal manicomio di Arkham, completamente liberato dalla sua doppia identità di Scarface. Ma la vecchia banda di Scarface, che necessitano del loro vecchio capo per riprendere l'attività criminale, cercano in tutti i modi di convincere Wesker a ritornare il ventriloquo.

## L'eredità
- Titolo originale: Joker's Millions
- Diretto da: Dan Riba
- Scritto da: Paul Dini

Il boss del crimine Edward "Re" Barlowe è morto e nelle sue ultime volontà lascia al suo rivale, il Joker, la grande fortuna di 250 milioni di dollari. Il Joker abbandona così la via criminale per fare la bella vita da miliardario, cosa che fa infuriare Batman e Harley Quinn, quest'ultima in particolare visto che il suo fidanzato assume una nuova assistente. Una visita da parte dell'ispettore delle tasse per il pagamento di 137 milioni della sua fortuna tuttavia porta il Clown principe del crimine a scoprire un'amara verità: solo 10 milioni della sua eredità sono soldi veri, tutto il resto è falso, in quanto faceva parte di un tiro mancino architettato da Barlowe per farla pagare a Joker dei suoi stupidi scherzi. Il pagliaccio tenta così una rapina in extremis per evitare così di ammettere di essere stato fregato e diventare lo zimbello di Gotham; il suo piano viene tuttavia sventato da Batman, Batgirl e Nightwing, che lo rispediscono ad Arkham, dove dovrà affrontare le ire di Harley.

## La bambina d'argilla
- Titolo originale: Growing Pains
- Diretto da: Atsuko Tanaka
- Scritto da: Paul Dini & Robert Goodman

Tim Drake, il nuovo Robin, combatte per proteggere una giovane ragazza affetta da amnesia che si fa chiamare Annie. La ragazzina si rivela però essere in realtà L'Uomo d'Argilla, che Batman credeva ormai scomparso da tempo.

## Giorno dopo giorno
- Titolo originale: Mean Seasons
- Diretto da: Hiroyuki Aoyama
- Scritto da: Rich Fogel

Un'ex modella è in cerca di vendetta contro chi secondo lei ha rovinato la sua carriera e la sua vita; adesso indossa una maschera e si fa chiamare Calendar Girl. Batman e Batgirl devono impedirle di realizzare i suoi piani.

## Un ectoplasma della tavola rotonda
- Titolo originale: The Demon Within
- Diretto da: Atsuko Tanaka
- Scritto da: Rusti Bjornhöel

Batman e Robin assistono l'occultista Jason Blood quando Kid Klarion prende il controllo del suo alter ego Etrigan il demone, tramite un antico sigillo in cui è impresso il marchio della strega Morgana. Mentre Batman affronta Etrigan e Klarion in un'impari lotta, Tim assiste Jason mentre cerca il modo di riprendere il controllo del demone.

## Il piano dello Spauracchio
- Titolo originale: Over the Edge
- Diretto da: Yuichiro Yano
- Scritto da: Paul Dini

Durante un combattimento con lo Spauracchio, Batgirl cade da un tetto e muore. Dopo aver assistito alla scomparsa di sua figlia, e aver scoperto che Barbara collaborava con Bruce Wayne (che in realtà è sempre stato Batman), il Commissario Gordon incolpa il Cavaliere della Notte e decide di dargli una caccia spietata. Nightwing viene arrestato e, per riuscire a mettere in galera anche Batman, Gordon non esita a scarcerare il killer Bane pur di poterlo catturare, cosa che gli si ritorce contro. Alla fine Barbara si risveglia nella Batcaverna con gli altri ancora vivi: lo Spauracchio le aveva spruzzato un gas allucinogeno che è continuato come incubo.

## Cotta pericolosa
- Titolo originale: Torch Song
- Diretto da: Curt Geda
- Scritto da: Rich Fogel

Un infelice ingegnere pirotecnico, Garfield Lynns, viene mollato dalla sua fidanzata, la famosa cantante Cassidy. Lynns diventa allora il supercriminale Firefly, intenzionato a bruciare la donna che ha devastato il suo cuore.

## Una piccola grande amica
- Titolo originale: Love is a Croc
- Diretto da: Butch Lukic
- Scritto da: Steve Gerber

Baby Doll si innamora di Killer Croc, lo libera dal carcere e la coppia forma un duo criminale molto improbabile, ma con molto successo. Tuttavia, la loro partnership presto cade a pezzi quando Baby Doll apprende che Croc la sta solo usando per proseguire la sua carriera criminale.

## Il pericolo è la mia vita
- Titolo originale: The Ultimate Thrill
- Diretto da: Dan Riba
- Scritto da: Hilary J. Bader

L'ex stuntman del cinema Roxanne Sutton diventa una ladra a cavallo di un razzo che si fa chiamare Roxy Rocket. Drogata di adrenalina, Roxy è costantemente in cerca del pericolo e dell'eccitazione. Batman indaga, e scopre che la ragazza sta collaborando con il Pinguino.

## Strane creature
- Titolo originale: Critters
- Diretto da: Dan Riba
- Scritto da: Steve Gerber

Un ingegnere genetico esagera nella creazione di bestiame con steroidi, rendendo gli animali giganteschi e pericolosi e perde tutti i suoi soldi. Un anno dopo, un esercito di animali mutanti inizia a terrorizzare Gotham City.

## L'organizzazione segreta
- Titolo originale: Cult of the Cat
- Diretto da: Butch Lukic
- Scritto da: Paul Dini & Stan Berkowitz

Catwoman ha rubato una preziosa statuetta a forma di gatto appartenente all'organizzazione segreta del Culto del Gatto. Inseguita dai membri armati della setta, Batman cerca di aiutare Catwoman, ma Selina Kyle non è una donna facile da gestire.

## Gli animali del circo
- Titolo originale: Animal Act
- Diretto da: Curt Geda
- Scritto da: Hilary J. Bader

Una serie di furti commessi da animali del circo destano i sospetti di Nightwing, poiché proprio in questi giorni il vecchio circo in cui lavorava Dick Grayson si sta esibendo a Gotham. Batman, Robin e Nightwing scoprono così che dietro a tutto c'è il Cappellaio Matto.

## Finalmente la verità
- Titolo originale: Old Wounds
- Diretto da: Curt Geda
- Scritto da: Rich Fogel

Nightwing racconta a Tim Drake perché ha smesso i panni di Robin e di come lui e Batman si sono allontanati. Il racconto rivela anche come Batgirl ha scoperto la vera identità di Batman e spiega che cosa è andato storto nella relazione tra Barbara Gordon e Dick Grayson.

## Leggende
- Titolo originale: Legends of the Dark Knight
- Diretto da: Atsuko Tanaka
- Scritto da: Rusti Bjornhöel

Un gruppo di giovani di Gotham City raccontano delle storie su quello che credono essere il vero Cavaliere Oscuro. Ultimo episodio speciale con la prima storia che ricorda lo stile dei fumetti di Batman degli anni 40 di Dick Sprang, e la seconda ispirata alla serie limitata Il ritorno del Cavaliere Oscuro di Frank Miller del 1986.

## Tre ragazze terribili
- Titolo originale: Girls' Night Out
- Diretto da: Curt Geda
- Scritto da: Hilary J. Bader

LiveWire fugge durante un trasferimento alla GothCorp dove verrà sottoposta ad un trattamento per essere curata. La supercriminale elettrica di Metropolis unisce allora le forze con Edera Velenosa ed Harley Quinn per derubare tutta Gotham City. Con Batman e Superman assenti, Batgirl e Supergirl devono unire le forze per affrontare il terribile trio ed assicurarle alla giustizia.

## Chi sei in realtà?
- Titolo originale: Chemistry
- Diretto da: Butch Lukic
- Scritto da: Stan Berkowitz

Bruce Wayne, insieme ad altri ricchi scapoli di Gotham City, cade nella trappola di Edera Velenosa che ha creato degli umanoidi pianta con le sembianze del partner ideale con cui farli innamorare per poterli irretire e poi impadronirsi dei loro patrimoni. Bruce decide di sposarsi con un'affascinante ragazza misteriosa dagli occhi verdi, conosciuta al matrimonio di Veronica Vreeland e decide così di rinunciare per sempre ad essere Batman. Tuttavia Robin e Batgirl scoprono la verità.

## Il giudice
- Titolo originale: Judgment Day
- Diretto da: Curt Geda
- Scritto da: Rich Fogel & Alan Burnett

Un nuovo misterioso giustiziere abbigliato da giudice compare a Gotham City. Ma questi non è un giudice ordinario, bensì uno spietato assassino deciso ad eliminare i rappresentanti della malavita in città con il pugno di ferro. Senza pietà il giudice ferisce gravemente il Pinguino, Killer Croc e l'Enigmista, mandandoli all'ospedale. Batman deve scoprire l'identità del giudice e salva la vita a Due Facce, prima che questi possa eliminarlo.

## La storia si ripete
- Titolo originale: Beware the Creeper
- Diretto da: Dan Riba
- Scritto da: Rich Fogel

Esposto ad una strana miscela di sostanze chimiche, tra cui il gas esilarante del Joker, il giornalista Jack Ryder si trasforma in Creeper. Il pazzoide dalla pelle giallo limone cerca di uccidere il Joker e si prende una cotta molto indesiderata per Harley.

## Un grande amore
- Titolo originale: Mad Love
- Diretto da: Butch Lukic
- Scritto da: Paul Dini & Bruce Timm

Harley Quinn riflette sul suo primo incontro con il Joker e delle sue origini da supercriminale, e complotta per eliminare la concorrenza principale nelle sue attenzioni: Batman! Cattura con l'inganno l'Uomo Pipistrello e cerca di ucciderlo per guadagnarsi i favori del Joker. Batman, alla mercé di Harley la deride e cerca inutilmente di convincerla che il Joker non la ama, ma lei si rifiuta disperatamente di dargli ascolto; su suggerimento del suo prigioniero, Harley Quinn chiama Joker per farlo venire ad assistere all'esecuzione del suo arcinemico, convinta che il suo "fidanzato" finalmente le darà le attenzioni da lei più ambite. Ma purtroppo il grande ego del malvagio clown criminale non avrebbe mai permesso a chiunque altro "l'onore" di eliminare il suo nemico mortale, e Joker scaraventa Harley fuori da una finestra senza minima pietà, per poi tentare di uccidere il suo acerrimo nemico, ma senza successo. L'episodio termina con Harley Quinn, gravemente ferita, rinchiusa nella sua cella ad Arkham, affermando di non volere più avere nulla a che fare con Joker, ma qualcuno le porta dei fiori nella sua cella con una carta da giullare, cosa che le fa rimangiare le parole da lei pronunciate.